# Skovbevokset tørvemose
Skovbevoksede tørvemoser er tidligere højmoser hvor tørvelaget er under nedbrydning, og hvor der er sket betydelig tilvækst af træer, buske og anden vegetation der ikke forekommer i den aktive højmose.
Skovbevokset tørvemose er betegnelsen for en naturtype i Natura 2000-netværket, med nummeret 91D0.

## Forudsætninger
Mosens overflade er sunket sammen og dermed blevet flad eller konkav, og ligger typisk lavere end det omgivende lands niveau.
Der kan være flere årsager til at en højmose er under nedbrydning – ofte direkte eller indirekte menneskeskabte
- Der kan være eller have været udvinding af tørv hvorved det aktive øverste lag af højmosen er skrællet bort
- Af naturlige eller menneskeskabte årsager kan der være kommet en tilgang af næringsstoffer, ofte med vand, og/eller kalk som enten direkte hæmmer tørvemossets vækst og/eller medfører at tørvemosset udkonkurreres af andre vegetationsformer
- Af naturlige eller menneskeskabte årsager, f.eks. dræning, er vandstanden i højmosen sænket så meget at tørvemossets vækst hæmmes eller standses helt. Samtidig sker typisk tilgroning med buske og træer på den nu mere tørre moseflade.

I alle tilfælde bliver der gode forhold for en lang række Pionerplanter, herunder træer, som f.eks. Vorte-Birk og Skovfyr. Andre træer indfinder sig efterhånden.

## Plantearter
Vegetationen vil omfatte visse af de arter der findes i aktive højmoser, men typisk vil tranebær, de insektædende arter som fx rundbladet soldug og flere andre arter mangle.
Karakteristiske træer er dunbirk, rødgran og skovfyr.
Karakteristiske planter er hundehvene, grå star, stjernestar, almindelig star, næbstar, mosebølle, engviol og revling.

## Eksempler på Naturtypen
Skovbevoksede tørvemoser forekommer hist og her i hele landet, bl.a Store Vildmose og Bjerregrav Mose. I hovedstadsområdet f.eks. Gammelmosen i Vangede og Sækkedam i Rude Skov.